# Área de protección ambiental de las entrantes marañenses
El área de protección ambiental de las entrantes marañenses (en portugués Área de Proteção Ambiental das Reentrâncias Maranhenses o APA das Reentrâncias Maranhenses) es una zona natural de conservación localizada en la costa nordeste de Brasil, en el estado de Maranhão.

## Características
Fue creada el 11 de junio de 1991 a través del decreto n.º 11.901 del estado de Maranhão; su gestión está a cargo de la Secretaría de Estado de Medio Ambiente y Recursos Naturales. 
En el Sistema Estatal de Unidades de Conservación (SEUC) es una unidad de uso sostenible en la categoría de área de protección ambiental.
Está conformada por ensenadas, bahías, estuarios e islas sobre una costa cubierta por mangles que pueden tener hasta 30 m de altura, playas de arena blanca con dunas costeras e innumerables arroyos; con influencia fluvial y marina, es hábitat de diversas especies, algunas endémicas y otras clasificadas como vulnerables, y es área de concentración de aves playeras.
Tiene una superficie de 2 680 910,00 ha de las cuales un tercio está comprendido dentro de la Amazonia, y una extensión de 254 km correspondientes al bioma de la zona costera brasileña —unidad territorial definida a efectos de la gestión ambiental—, donde la  temperatura media es de unos 25 °C y las precipitaciones son de entre 2400 y 2900 mm anuales. Limita al sur con el área de protección ambiental de la Baixada Maranhense.
En cuanto a la división regional, definida por el Instituto Brasileño de Geografía y Estadística (IBGE), está situada en las microrregiones del Litoral Occidental Maranhense y de la Aglomeración Urbana de São Luís, dentro de la mesorregión del Norte Maranhense, y en la de Gurupi en la mesorregión del Oeste Maranhense.
Forma parte de la Red hemisférica de reservas para aves playeras desde diciembre de 1991  y fue designada sitio Ramsar el 30 de noviembre de 1993, clasificada en el grupo A —sitios que contienen tipos de zonas húmedas representativas, raras o únicas— y en el grupo B —sitios de importancia internacional para la conservación de la diversidad biológica— con los criterios 2, 3, 4, 5, 7 y 8, que indican que el sitio alberga: especies vulnerables, en peligro de extinción, en peligro crítico o amenazadas; especies vegetales y animales importantes para el mantenimiento de la diversidad; plantas y animales en etapa crítica o en condiciones adversas; un número igual o mayor que veinte mil aves acuáticas; y es área de desove y cría de peces, fuente de alimento y ruta migratoria. Es un área importante para la conservación de las aves (AICA) desde 2008, clasificada en dos criterios globales: A2, sitios donde existen especies de distribución restringida, y A4, congregaciones mayores o iguales al 1% de la población mundial de una o más especies.
La actividad económica del lugar se centra en la pesca, la captura del cangrejo rojo de manglar del Atlántico (Ucides cordatus)  y el turismo. Dentro del área se encuentra la reserva extractiva de Cururupu, conocida también como RESEX de Cururupu, creada en 2004 con el objetivo de asegurar el uso sustentable de los recursos naturales por parte de las comunidades de pescadores asentadas en las islas.
En el municipio de Alcântara está el Centro de Lanzamiento, una de las dos bases espaciales de Brasil.

## Municipios
- Alcântara
- Apicum-Açu
- Bacuri
- Bequimão
- Cândido Mendes
- Carutapera
- Cedral
- Central do Maranhão
- Cururupu
- Godofredo Viana
- Guimarães
- Luís Domingues
- Mirinzal
- Porto Rico do Maranhão
- São Luís
- Serrano do Maranhão
- Turiaçu
- Turilândia

## Hidrografía

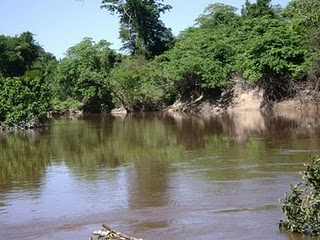
Río Turiaçu.

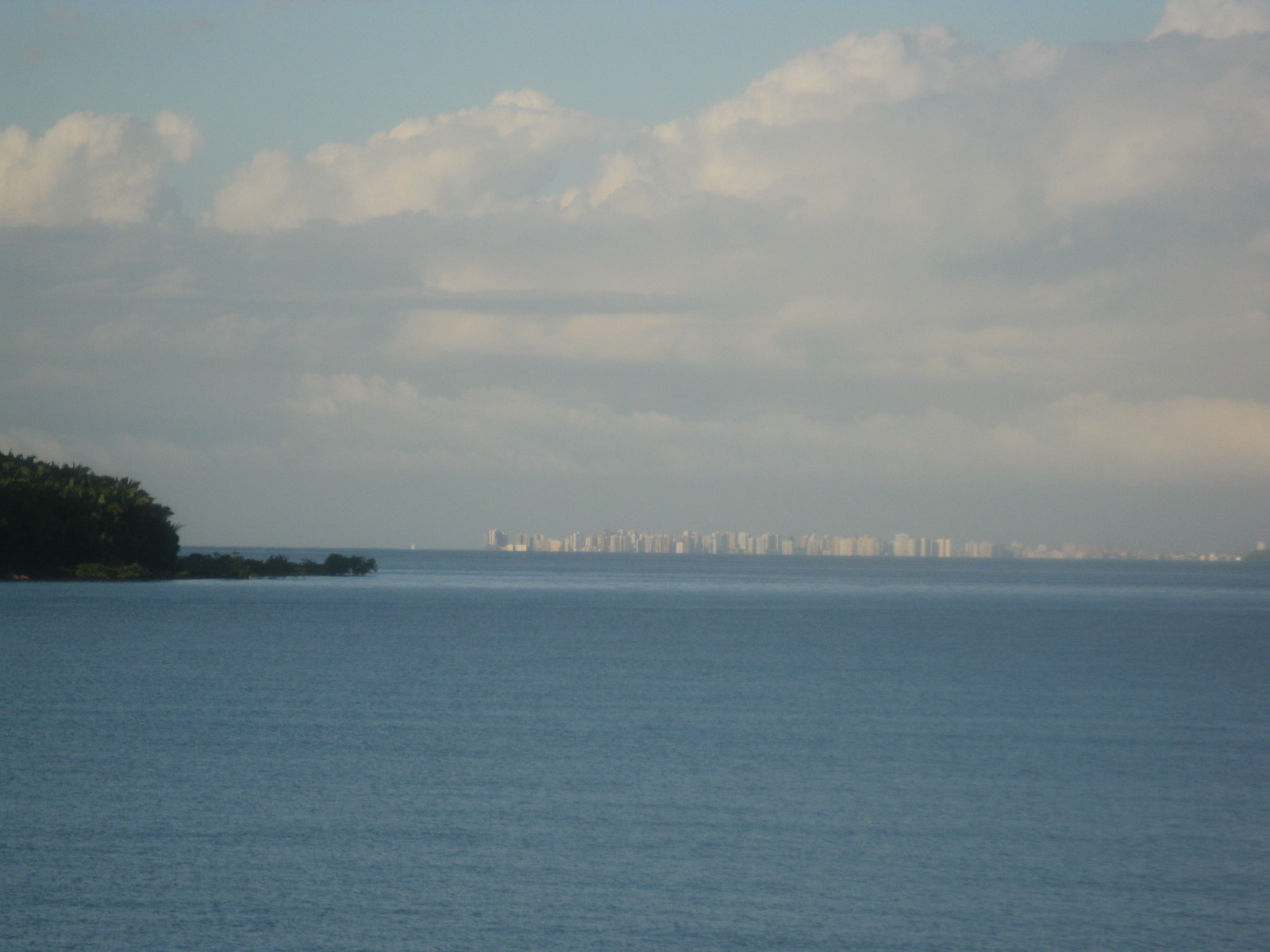
Bahía de São Marcos con la ciudad de São Luís al fondo.

El área se extiende desde la desembocadura del río Gurupí hasta la bahía de São Marcos, en la cuenca del Atlántico Nordeste Occidental.
| Río          | Desembocadura       | Notas                                       |
| ------------ | ------------------- | ------------------------------------------- |
| Iperará      | bahía Turiaçu       |                                             |
| Bitiu        | bahía de Turiaçu    |                                             |
| Itapetininga | bahía do Cumã       |                                             |
| Pericumã     | bahía do Cumã       |                                             |
| Anajatuba    | bahía do Capim      |                                             |
| Turiaçu      | bahía Turiaçu       |                                             |
| Uru          |                     |                                             |
| Tromaí       | bahía Tromaí        |                                             |
| Iririaçu     | bahía Iririaçu      |                                             |
| Gurupi       | bahía Gurupi        | límite entre los estados de Pará y Maranhão |
| Aurá         | bahía de São Marcos |                                             |
| Maracaçumé   | bahía do Piracauá   |                                             |

Algunas de las bahías son:
- Bahía del Iririmirim
- Bahía del Iririaçu
- Bahía del Tromaí
- Bahía del Piracauá
- Bahía del Carará
- Bahía del Maracaçumé
- Bahía del Mutuoca
- Bahía de Turiaçu
- Bahía del Capim
- Bahía Cabelo da Velha
- Bahía del Cumã
- Bahía de São Marcos
- Bahía Gurupi

## Islas y playas

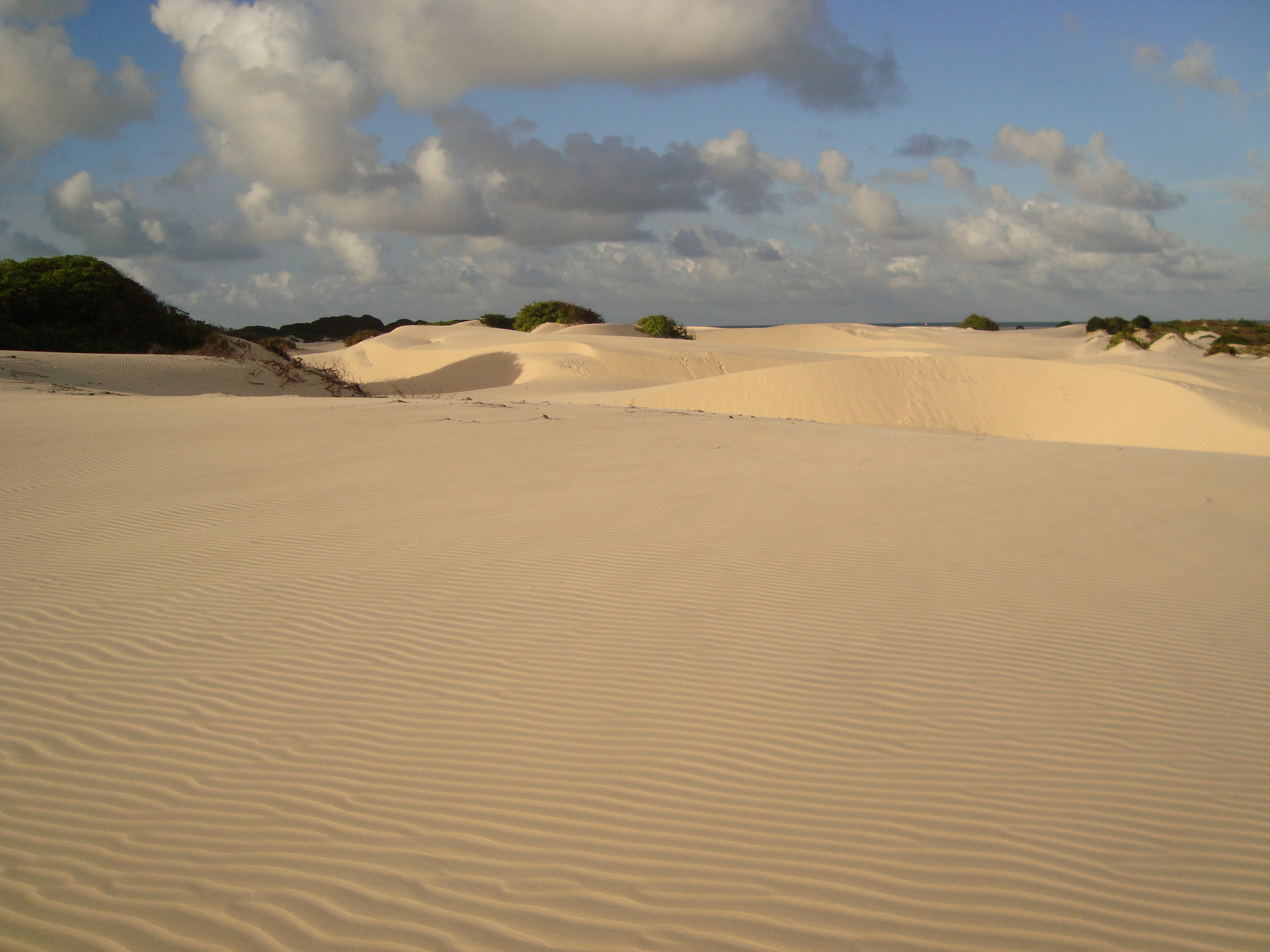
Ilha dos Lençóis, Cururupu.

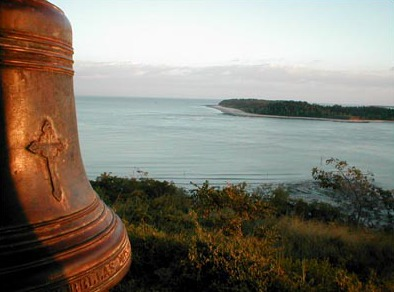
Isla do Livramento, Alcântara.

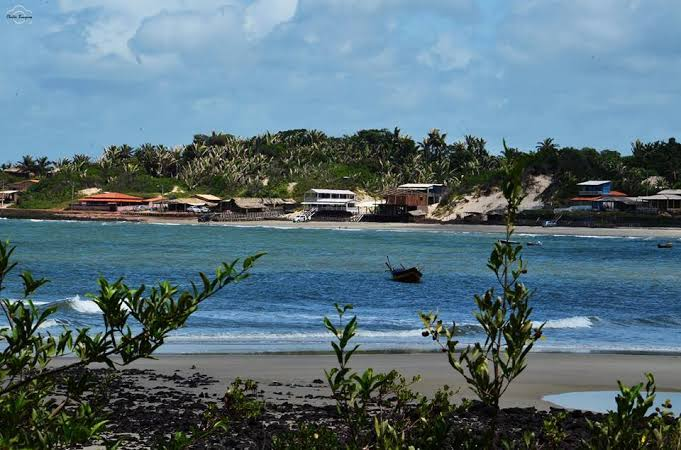
Playa de Araoca, Guimarães.

Algunas islas y playas de la zona:
| Lugar                  | Municipio       | Notas                                                                                |
| ---------------------- | --------------- | ------------------------------------------------------------------------------------ |
| Isla dos Lençóis       | Cururupu        | conocida también como «isla de los hijos de la luna» (ilha dos filhos da lúa).       |
| Isla São Joãozinho     | Carutapera      |                                                                                      |
| Isla do Livramento     | Alcântara       | Ubicada al frente de la localidad de Alcântara, afectada por la marea negra en 2019. |
| Isla dos Ovos          | Cedral          | O Ilha do Coroa dos Ovos                                                             |
| Isla Mangunça          | Cururupu        |                                                                                      |
| Isla Maiaú             | Cururupu        | En el archipiélago de Maiaú. Afectada por la marea negra en 2019.                    |
| Isla Bate Vento        | Cururupu        | En el archipiélago de Maiaú.                                                         |
| Isla Aracajá           | Apicum-Açu      |                                                                                      |
| Isla del Porto do Meio | Cururupu        | En el archipiélago de Maiaú.                                                         |
| Isla Urumaru           | Apicum-Açu      |                                                                                      |
| Isla Mulata            | Cururupu        | En el archipiélago de Maiaú.                                                         |
| Isla do Guará          | Apicum-Açu      |                                                                                      |
| Isla Apeùzinho         | Cândido Mendes  |                                                                                      |
| Isla do Tralhoto       | Godofredo Viana |                                                                                      |
| Isla da Trauira        | Cândido Mendes  |                                                                                      |
| Isla Caçacueira        | Cândido Mendes  | Afectada por la marea negra en 2019.                                                 |
| Playa São Pedro        | Carutapera      |                                                                                      |
| Playa do Japo          | Godofredo Viana |                                                                                      |
| Playa de São Jorge     | Godofredo Viana |                                                                                      |
| Playa Carará           | Cândido Mendes  |                                                                                      |
| Playa Sababa           | Turiaçu         |                                                                                      |
| Playa de Itatinga      | Alcântara       | Afectada por la marea negra en 2019.                                                 |
| Playa de la Mamuna     | Alcântara       | Afectada por la marea negra en 2019.                                                 |
| Playa de Araoca        | Guimarães       |                                                                                      |
| Playa de Maracujatiua  | Cururupu        |                                                                                      |

## Flora

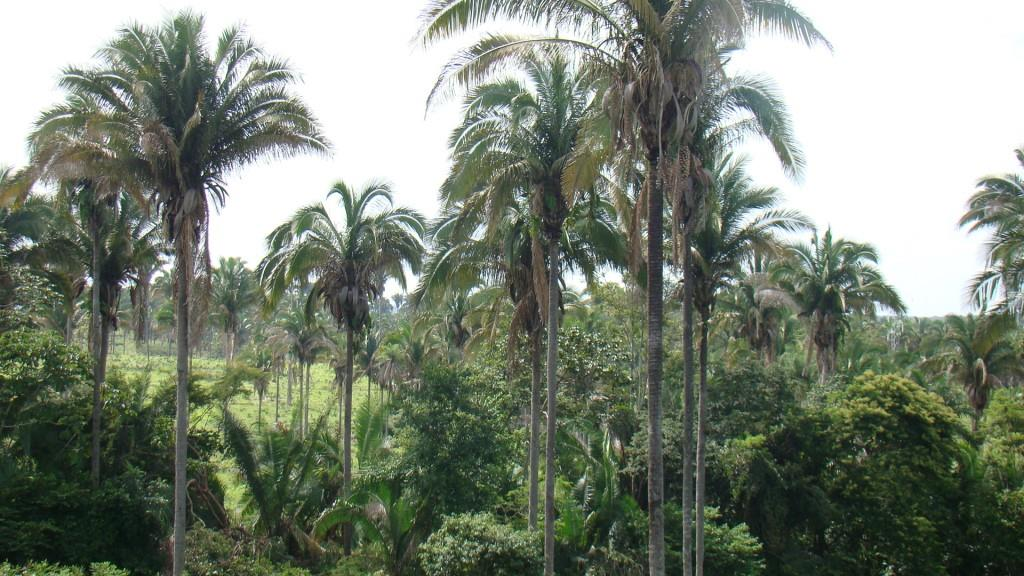
Attalea speciosa, babasú.

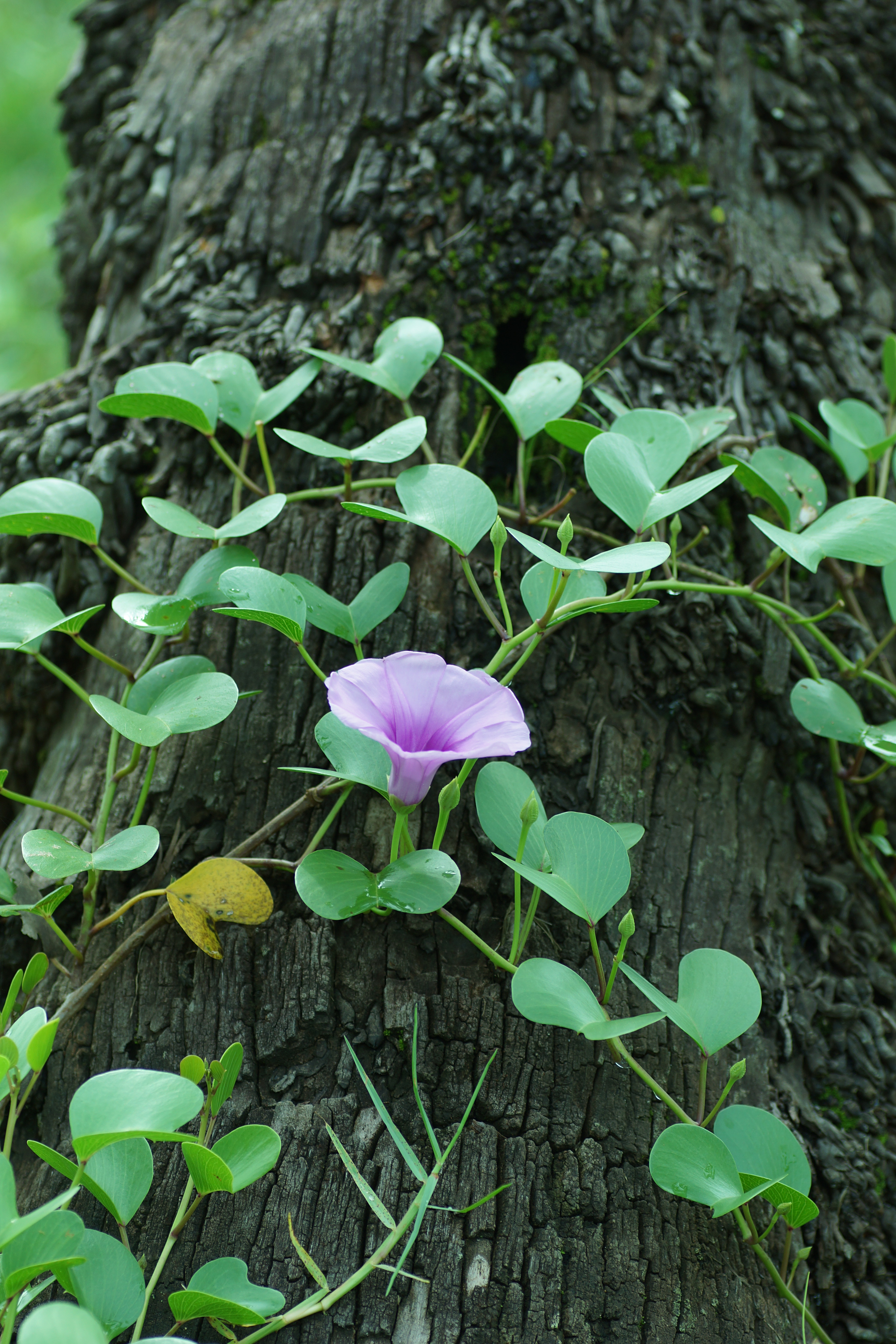
Ipomoea pes-caprae, bejuco rastrero.

Predominan los manglares, conformados por árboles tolerantes a las sales existentes en zonas intermareales, con especies de los géneros Rhizophora, principalmente mangle rojo, y Avicennia (mangle negro)  y especies de mangle blanco y mangle botoncillo. «Los bosques y demás formas de vegetación natural situadas en los manglares» son considerados por la legislación ambiental nacional como reservas ecológicas, de acuerdo con la resolución n.º 004 del Consejo Nacional del Medio Ambiente, del 18 de septiembre de 1985.
Los manglares protegen las costas de la erosión del viento y de las mareas y constituyen una barrera de protección de una parte de la microrregión de la Baixada Maranhense. Además, son hábitat de gran cantidad y variedad de especies animales. 
En algunas zonas hay especies de babasú, una palma de la que se aprovechan todas sus partes: con las semillas se produce aceite para uso cosmético, alimenticio y en la industria del biodiésel; el fruto se utiliza para elaborar productos de belleza, bebidas y harina; las hojas se utilizan para construcción (techos, paredes), cestería y forraje para el ganado; el tallo también sirve para construir; y la savia es utilizada para elaborar una bebida.
En los suelos más salinos (apicuns) hay presencia de verdolaga, Blutaparon portulacoides, Sporobolus virginicus y Batis marítima, y en zonas pantanosas con influencia de agua dulce y salada se encuentra icaco, bejuco rastrero, especies del género Eleocharis (E. interstincta, E. cariboea, E. mutata) y especies de helechos flotantes del género Salvinia.

## Fauna

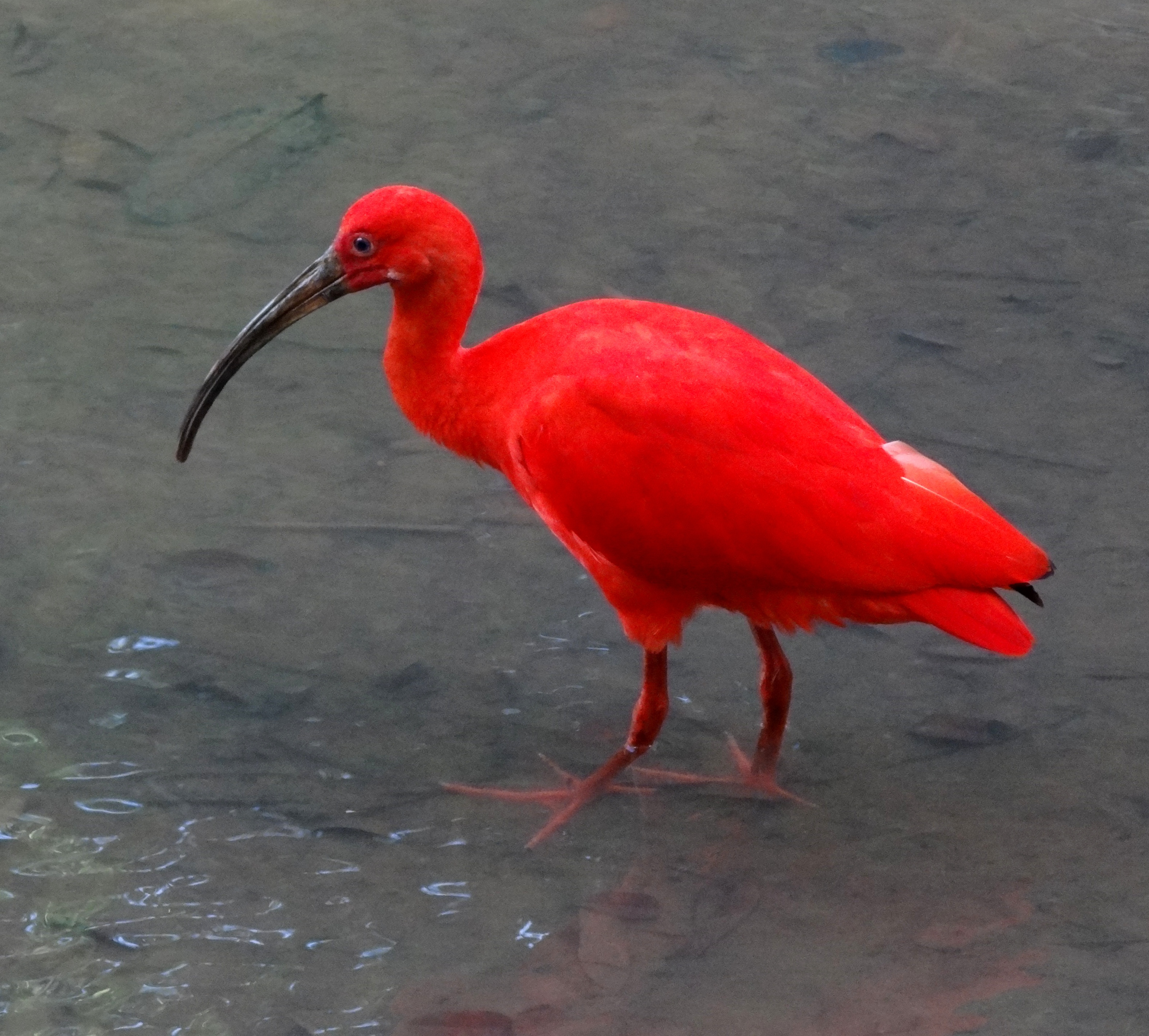
Eudocimus ruber, guará o ibis escarlata (LC).

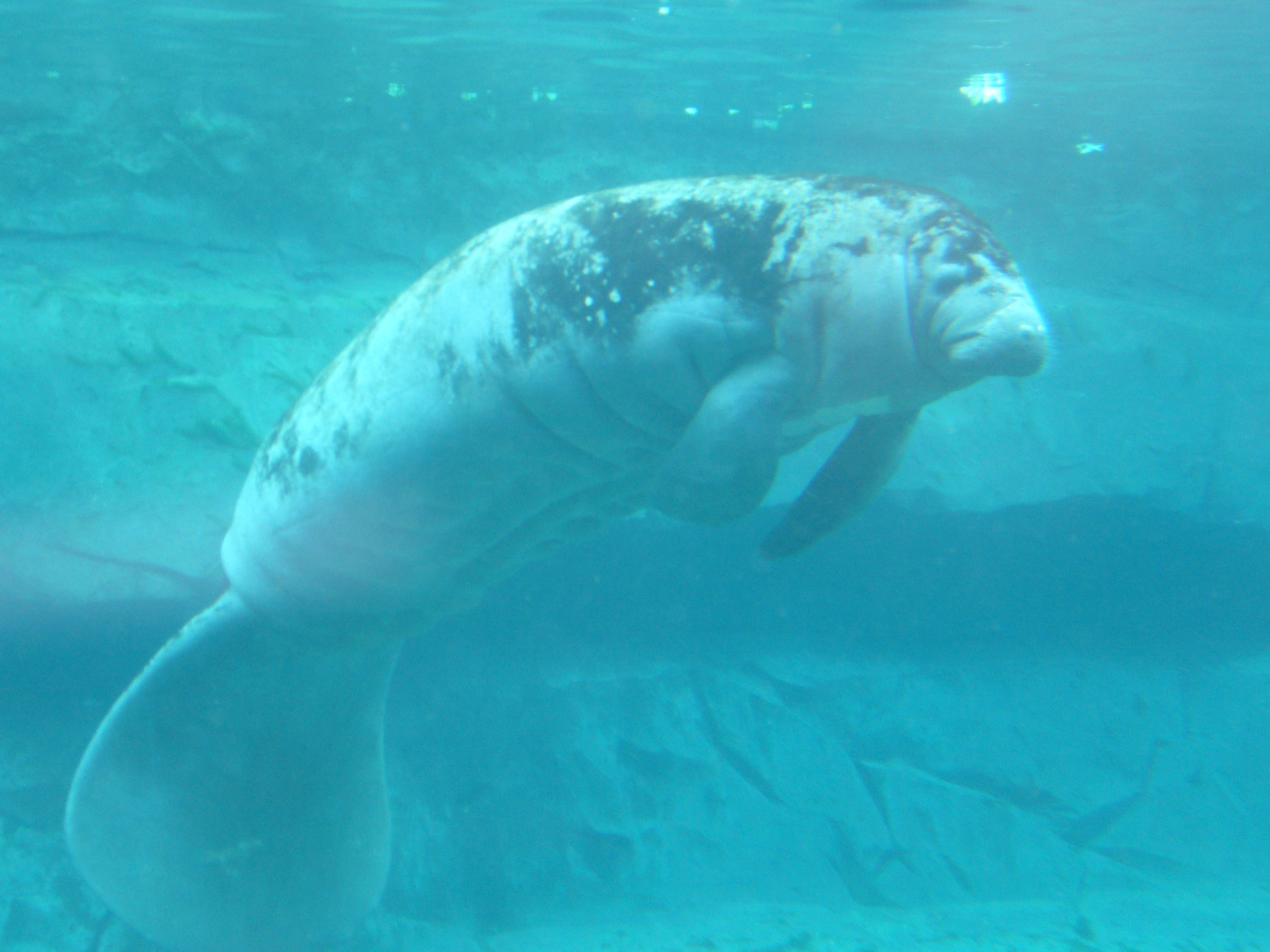
Trichechus manatus manatus, manatí antillano (EN).

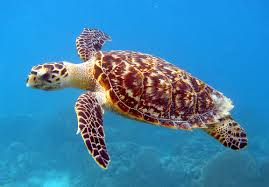
Eretmochelys imbricata, tortuga carey (CR).

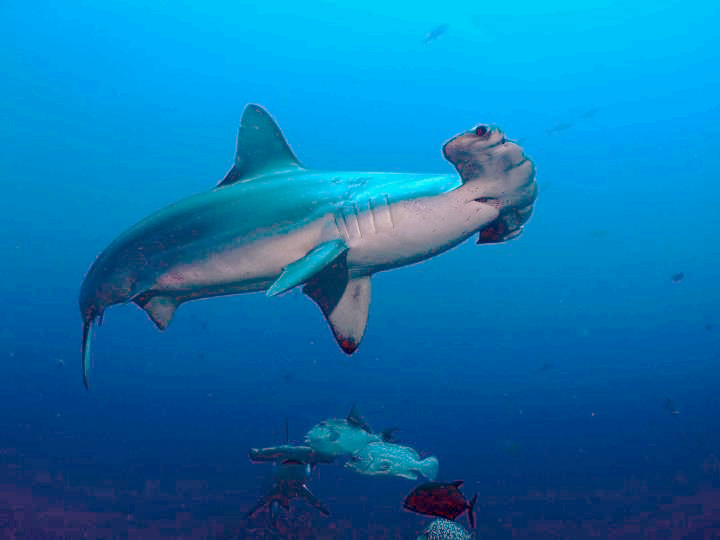
Sphyrna mokarran, tiburón martillo gigante (CR).

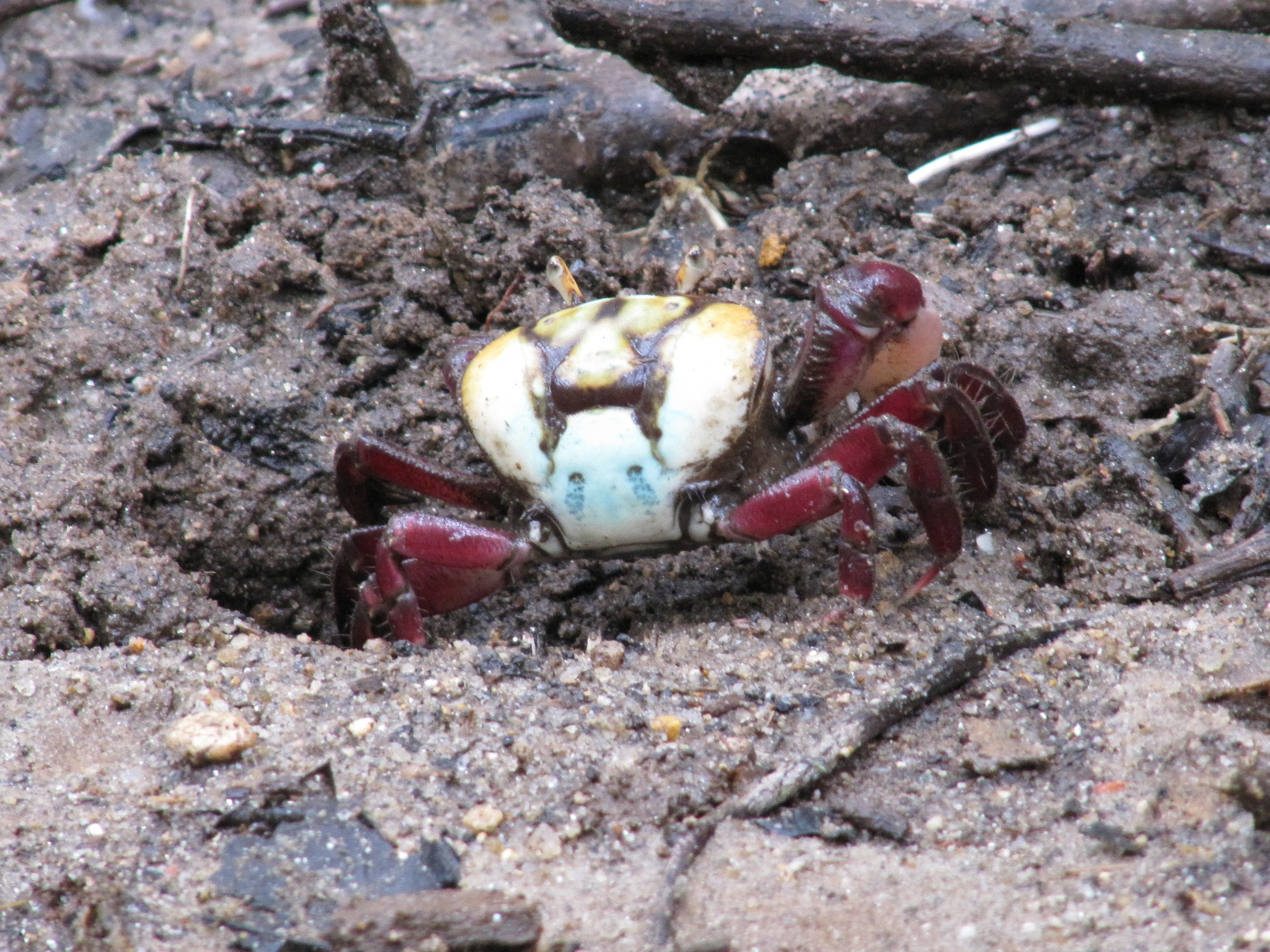
Ucides cordatus, cangrejo rojo de manglar del Atlántico.

Los manglares constituyen un excelente hábitat para muchas especies de aves, peces, reptiles, crustáceos y moluscos. Las aves migratorias encuentran en las entrantes marañenses un buen lugar para descansar y alimentarse antes de continuar su viaje hacia el sur. El Censo Internacional de Playeros (International Shorebird Survey) organizado por la ONG Manomet, que fue fundamental para la determinación de sitios incluidos en la red hemisférica de reservas para aves playeras, se comenzó a aplicar en esta área en 2017 para realizar monitoreos regulares de las especies que la utilizan habitualmente.
Aves
Es un lugar importante para la reproducción del guará o ibis escarlata, especie que forma grandes concentraciones. Otras aves acuáticas que habitan la región son: garza blanca, garza mora, espátula rosada, rayador americano, cigüeña maguari y jacana común. Entre las especies migratorias están: zarapito trinador, becasina chica, playero rojizo (Calidris canutus rufa), correlimos semipalmeado, chorlito gris, chorlo semipalmado, playero aliblanco, vuelvepiedras común.
Además, se avistan especies de martín pescador, loro guaro y la rapaz busardo negro del Atlántico (casi amenazada).
Mamíferos
Mapache boreal, sakí barbudo negro (en peligro de extinción), mono caí, manatí antillano (subespecie Trichechus manatus manatus)  en peligro de extinción, delfín costero.
Peces 
- Especies que no presentan riesgo de extinción (LC): tiburón sarda, tiburón de puntas negras, raya látigo hocicona, bagre doncella, bagre bresú, bagre de mar amarillo, pez de cuatro ojos, pescadilla real, anchoa, bagre Tomás, lambe aludo o pescada.
- Especies casi amenazadas (NT): tiburón tigre, raya jaspeada, raya látigo chata o mantarraya de nariz roma, Gymnura micrura, Narcine brasiliensis.
- Especies vulnerables (VU): mero guasa o gigante —está prohibida su captura y es considerada de prioridad para trabajos de seguimiento e investigación científica, a través de una ordenanza interministerial de 2015—,[25] cazón picudo, cazón picudo brasileño, cazón picudo antillano, tiburón gato, pez guitarra, raya gavilán, bagre amarillo, .
- Especies en peligro de extinción (EN): tiburón de morro negro, tiburón coralino, tiburón cabeza de pala, manta enana (Mobula hypostoma).
- Especies en peligro crítico de extinción (CR): raya máxima, tiburón poroso, cazón picudo, tiburón martillo, tiburón martillo dorado, tiburón martillo gigante.[26][27]

Reptiles
- Especies en peligro de extinción (EN): tortuga verde, tortuga de Maranhão
- Especie en peligro crítico de extinción (CR): tortuga carey

Crustáceos
Cangrejo rojo de manglar del Atlántico (Ucides cordatus), cangrejo de mangle (Aratus pisonii), camarón blanco, camarón rosa (Farfantepenaeus paulensis).

## Amenazas
Según una recopilación de información que realizaron investigadores e instituciones gubernamentales y no gubernamentales, se detectaron 37 amenazas en el área; algunas de ellas son:
- La caza —deportiva y de subsistencia— de aves playeras, que sucede aun cuando en Brasil estas actividades con respecto a estas especies son ilegales.[29]
- Captura de huevos de tortuga.
- Caza de manatíes.
- Captura y pesca accidental de delfines y tortugas.
- Pesca de meros y tiburones, a pesar de la ordenanza interministerial n.º 13 del Ministerio de Pesca y Agricultura y el Ministerio de Medio Ambiente (estatales) del 2 de octubre de 2015 que dictamina la prohibición de la pesca del mero Epinephelus itajara en todo el territorio nacional, por un período de ocho años.[25]
- Camaronicultura: la cría de camarones, que se realiza principalmente en lenguas de planicies hipersalinas rodeadas de agua (apicuns). Esta actividad es fuente de debate acerca de las consecuencias ambientales negativas —o no— para los ecosistemas de manglares.[30][31][32]
- Vertederos, deficiente tratamiento de residuos sólidos y líquidos residuales industriales, hospitalarios y domésticos.
- Quemas de terreno (queimadas) provocadas con el objetivo de limpiar un área agrícola.[33]
- Deforestación de manglares.
- Controles insuficientes y ausencia institucional.

En 2019 ocurrió un desastre ambiental en las costas de Brasil, incluidas las de esta área, que provocó, además de la contaminación del agua, las arenas y la vegetación costera, la muerte de muchas especies, algunas de ellas clasificadas en la Lista Roja de la IUCN, como la tortuga verde y el manatí antillano (Trichechus manatus manatus).